# Rafael Hernández Colón
Rafael Hernández Colón   (Ponce, 24 d'octubre de 1936 - San Juan, 2 de maig de 2019) fou un polític portoriqueny, elegit tres vegades com a Governador de Puerto Rico, en els períodes de 1973 a 1977 (4t governador) i de 1985 a 1993 (6è governador). Fou el Governador més jove de Puerto Rico al guanyar el seu primer mandat a l'edat de 36 anys.

## Biografia
Va néixer el 24 d'octubre de 1936 a Ponce, Puerto Rico, fill de Rafael Hernández Matos i Dora Colón Clavell que es van casar el 1934. Van tenir tres fills, Rafael, el més gran, Jose A. (n.1939) i Cesar A. (n.1942). Hernandez Còlon es va graduar a la Valley Forge Military Academy and College a Wayne, Pennsilvània. El 1956 va obtenir el grau en Ciències polítiques a la Universitat Johns Hopkins. El 1959 es llicencià en Dret a la Universitat de Puerto Rico, a Río Piedras. Entre 1961 i 1965 fou conferenciant en procediment civil a la Universitat Pontificia de Puerto Rico, a Ponce. El 24 d'octubre de 1959 es va casar amb Lila Mayoral Wirshing i es va quedar vidu el 2003. Tingueren quatre fills: Rafael, Jose Alfredo, Dora Mercedes i Juan Eugenio, senador de Puerto Rico. Després es tornà a casar amb Nelsa López el 2004.

## Carrera política
Rafael Hernández Colón es va afiliar al Partit Popular Democràtic (PPD). Va exercir com a Comissionat Associat de la Funció Pública sota la governació de Roberto Sánchez Vilella. El 1965 va ser nomenat Secretari del Departament de Justícia. El 1968 va ser elegit al Senat de Puerto Rico, cosa que el convertí en el senador més jove a ocupar un escó al Senat fins aleshores. Fou president del Senat de 1968 fins a 1972. El 1972 va guanyar les eleccions per governador de Puerto Rico. El 1976 Hernández va perdre les eleccions contra el llavors alcalde de San Juan, Carlos Romero Barceló. Va perdre de nou contra Romero Barceló el 1980, amb un marge de diferència molt petit, 3.000 vots d'1,6 milions de vots.
Hernández Colón va concórrer un altre cop contra Carlos Romero Barceló en les eleccions de novembre 1984 que guanyà per aproximadament 54.000 vots (48 a 45% respectivament). El 1988 tornà a guanyar les eleccions contra el seu rival Baltasar Corrada del Río per 49 a 46%.
L'11 de gener, Rafael Hernandez Colón va dimitir com a president del Partit Popular Democràtic, càrrec que va ocupar durant 23 anys. La senadora Victoria Muñoz Mendoza el va succeir com a presidenta del partit i més tard esdevindria candidata a governadora.
El 1992, es va crear la Fundació Biblioteca Rafael Hernández Colón a Ponce. La biblioteca esperava obrir les portes amb un nou edifici el 2015. El 18 d'octubre de 1991 va rebre el Premi Princesa d'Astúries de les Lletres concedit al poble de Puerto Rico per Felip VI d'Espanya.
Va publicar diverses obres especialitzades en dret com Procedimiento Civil: Trayectoria Historica de la Autonomia Politica Puertoriqueña i Nueva Tesis. Va morir el 2 de maig de 2019 a San Juan als 82 anys i cinc mesos per leucèmia.

## Guardons
Orde Olímpic d'or